# Coliseo Mariano Ramos
El Coliseo Mariano Ramos es un coliseo  cubierto de la ciudad de Santiago de Cali, capital del Departamento de Valle del Cauca. Es uno de los principales escenarios ubicados en la Unidad Deportiva Mariano Ramos junto al Coliseo de Combate María Isabel Urrutia, el Patrinódromo de Mariano Ramos, y las canchas de fútbol entre otras instalaciones del lugar.

## Historia
El coliseo fue construido con ocasión de los XVIII Juegos Deportivos Nacionales para albergar competiciones de combate y lucha. Sin embargo no fue totalmente terminado sino hasta 2013, cuando recibió una remodelación para albergar los deportes de levantamiento de potencia y sumo en los Juegos Mundiales de 2013 y mejorar las instalaciones con motivo de recibir público y prensa.
Desde 2014 alberga los juegos de local de los equipos de fútbol sala de la ciudad, el Club Deportivo Campaz, que participa de la Copa Profesional de Microfútbol, y el Club Deportivo Lyon que juega en la Liga Colombiana de Fútbol Sala. Desde 2017, el equipo Deportivo Cóndor F.C que juega en la Liga Colombiana de Fútbol Sala, también utiliza este coliseo para sus partidos de local.